# Mazandaranier
Mazandaranierna är ett folk som bor framför allt i norra Iran, söder om Kaspiska havet. Elburz-bergen markerar sydgränsen för mazandaraniernas utbredning.
De flesta mazandaranier talar både det lokala språket mazenderani och persiska. Mazenderani verkar dock på väg att försvinna som språk.